# پاتل (سپیدان)
پاتل (سپیدان)، روستایی از توابع بخش همایجان شهرستان سپیدان در استان فارس ایران است.

## جمعیت
این روستا در دهستان سرناباد قرار دارد و براساس سرشماری مرکز آمار ایران در سال ۱۳۸۵، جمعیت آن ۲۶ نفر (۸خانوار) بوده‌است.